# Acosmetura mulicolora
Acosmetura mulicolora är en insektsart som beskrevs av Shi, F-m. och X. Du 2006. Acosmetura mulicolora ingår i släktet Acosmetura och familjen vårtbitare. Inga underarter finns listade i Catalogue of Life.